# マノン (バレエ)
『マノン』（Manon）は、フランスの貴族アベ・プレヴォーの小説『マノン・レスコー』を基にしたバレエ。1974年初演。振付はケネス・マクミラン、ジュール・マスネの音楽による。全3幕。

## 概要
『ロミオとジュリエット』と並ぶ振付家ケネス・マクミランの代表作で、20世紀グランドバレエの傑作である。
マスネは同じく『マノン・レスコー』に基づくオペラ『マノン』を作曲していたが、本作ではオペラの楽曲は一切用いられず、「エレジー」「聖処女」などマスネの他の楽曲を編曲して使用している。難度の高いリフトや重力や惰力に身を委ねる動作を多用するなど独創的な振付で、演劇性も高い。作中で踊られる「寝室のパ・ド・ドゥ」「沼地のパ・ド・ドゥ」は特に有名である。

## 登場人物
- マノン：魔性の美少女
- デ・グリュー：若き学生
- レスコー：マノンの兄
- ムッシューG・M：好色な老富豪
- レスコーの情婦：高級娼婦。マノンと対をなす存在といえる。原作には登場しない。

## 逸話
- 振付段階ではマノン役はアントワネット・シブリー、デ・グリュー役はアンソニー・ダウエルであったが、シブリーの故障のため、初演時はジェニファー・ペニーがマノン役を務めた。現在流布している全幕の映像ソフトもペニー&ダウエルである。
- 前述の通り、音楽はマスネのオペラ『マノン』の楽曲は一切用いられていないが、まれにオペラの曲を使用していると誤記している文献もあるので、注意が必要である。
- 典型的なクラシック・バレエの基本原理に反する振付や性的描写は当初から賛否あり、現在でも観る者の好みにより評価の大きく分かれる作品である。
- マクミランは本作の主演バレリーナに「舞台の上での醜さを恐れるな」と繰り返し説いたという。
- マクミランの「ミューズ」の一人であるアレッサンドラ・フェリは、現役時代のキャリアを通じてマノンを当たり役とした。彼女によると、19歳でマノンを初めて演じた時「私にはマノンがわからない」というフェリに、マクミランは「それでいい。君はマノンをわからなくてもいい」と答えたという。後年になって彼女は「マノンは自分がわかっていない子供」だという解釈に達し、師の言葉が正しかった事に気付いたという。
- 「マノン」のキャラクターについては「魔性の女」「ファム・ファタル」というイメージが一人歩きしているが、原作のマノンは「魔性」というにはあまりにも幼く、常に愛らしく、裏切られても何をされても愛さずにはいられない美少女（それはそれで「魔性」ではあるが）である。マクミランもそのイメージでマノン像を創り上げたと思われ、実際にロイヤル・バレエでマノン役を演ずるダンサーは、長身だったダーシー・バッセル、シルヴィ・ギエム、それにゼナイダ・ヤノウスキーを除くと、フェリをはじめ、アリーナ・コジョカル、タマラ・ロホなど小柄で少女的な容姿のダンサーが多い。2009年にはロホのタイトル・ロールにカルロス・アコスタによるデ・グリューで上演された映像版も新たに発売された。
- 日本ではマクミラン夫人のデボラ・マクミラン監修のもと、新国立劇場が2003年にこの作品を上演しており、酒井はなが日本人として初のマノンを踊った。